# Московська отрута

Обкладинка книги «Московська отрута» з малюнком роботи Наталії Ґеркен-Русової

Московська отрута — збірка статей провідного ідеолога українського націоналізму Дмитра Донцова, написана в 1955 році. У збірці автор аналізує російський (московський) імперіалізм, його суть, історію, підкреслює його негативний вплив на Україну, а також пропонує свої методи протистояння йому. Також у збірці представлені питання російського шовінізму, соціальних відносин в Росії, а також ставлення «імперського центру» (метрополії) до поневолених народів (передусім українців). Автор викриває лукаву діяльність московського самодержавства і його ставлення до підвладних людей, викриває повну хибність і брехливість московських міфів про Росію як "старшого брата" і "братські народи". У збірці досліджено російське суспільство, у тому числі питання його надзвичайно жорсткої ієрархічності та апріорі негативного стосунку до прав людини. Аналізуються негативні аспекти зв'язків між владою і підвладними людьми у російському суспільстві та перенесення цих «норм» поведінки на підвладні народи. Також автор висвітлює підступне використання російським імперіалізмом слов'янофільських ідей та ідей євразійства у власних інтересах, у тому числі з метою підкорення і пацифікації інших націй. Питання, досліджені Донцовим у цій збірці, надзвичайно актуальні і сьогодні.
Збірка «Московська отрута» була видана Донцовим в період його роботи у Монреалі, про який залишилися цікаві спогади редакторки «Свободи» Л. Волянської.
Видання вийшло під грифом Крайової управи Спілки визволення України в Канаді (Торонто-Монтреаль) накладом 3000 примірників. Воно містить 33 публіцистичні статті Дмитра Донцова і англомовне Summary, наприкінці доданий список 29 інших публікацій автора 1913—1954 років. На обкладинці поміщений малюнок Наталії Ґеркен-Русової з зображення «отруйних змій» Московщини: «царату», «більшовизму» та «охлократії».
Існує кілька сучасних перевидань оригінального видання 1955 року — зокрема ФОП Стебляк 2005 року. В науковому плані положення праці Донцова було використано для обґрунтування формулювань державотворчих принципів України та загроз цим принципам, а також економічних основ державотворення. Загалом збірка «Московська отрута» належить до цитованих у науковій літературі державотворчого спрямування та літературознавства.

## Зміст (список статей)
- 1. Власні традиції, не «московська отрута» (Замість передмови)
- 2. Хаос сучасности і молодь
- 3. Російський хижак — вчора і нині
- 4. Видиво большевизму у Достоєвського
- 5. Чи Росія є непоборна?
- 6. 0б'єднання нації, не партій
- 7. Московська політграмота під маскою націоналізму
- 8. В чім сила організації?
- 9. За яку Україну?
- 10. Проти антихриста — знак хреста (Релігія і визвольний рух)
- 11. Від міждержавної до громадянської війни
- 12. «Позиції визвольного руху» чи нове совєтофільство?
- 13. Ставка на «грязь Москви» (Нова зміновіховщина)
- 14. Московська почвара і дурні швейки (Їх сила і наша слабість)
- 15. Своя традиція або — чужий кий
- 16. Авангард Москви на Заході (З приводу однієї книги)
- 17. Ідеологи голоти
- 18. Шлях у провалля (Зараза націонал-комунізму)
- 19. Гниль в середині
- 20. Безідейні суєслови (Ідеологія і чин)
- 21. Холодний розум політичних тетерваків
- 22. Степові «анархісти» і хитрі Паньки
- 23. Заповіт Святослава та ідилічні смерди
- 24. «Скажені вовки» і «вихолощені марксисти»
- 25. Дух отари і дух провідництва
- 26. Намул неволі
- 27. Об'єднання і роз'єднання в науці св. Іоана Золотоуста
- 28. Відозва до Гриців
- 29. Душа москаля
- 30. «Second sight» і большевицька «морда»
- 31. Невсих Невтихович — соціяльним реформатором («Нова заповідь» В. Винниченка)
- 32. Царське вчора і большевицьке нині
- 33. Від держиморди царського до большевицького.[11]